# Jongens
Jongens (niederländisch für „Jungen“) ist ein niederländischer Film der Regisseurin Mischa Kamp aus dem Jahr 2014. Ursprünglich für das Fernsehen produziert, wurde er nachträglich auch ins Kino gebracht.

## Handlung
Der 15-jährige Sieger hat vor kurzem seine Mutter verloren und lebt nun mit seinem älteren Bruder Eddy bei seinem Vater. Während der rebellische Eddy, der in einem Sägewerk arbeitet, seinem Vater immer wieder Probleme macht, ist Sieger ein eher zurückhaltender Junge, dafür jedoch ein fanatischer Sportler, der den Großteil seiner Zeit auf der Laufbahn zubringt. Sein Trainer schlägt ihm und seinem besten Freund Stef schließlich vor, ins B-Team des Leichtathletikclubs einzutreten und für eine Leichtathletik-Meisterschaft zu trainieren. Im Team sind noch zwei weitere Jungen und Sieger freundet sich mit dem wenig älteren Marc an. Die vier trainieren viel zusammen und treffen sich auch in der verbleibenden Freizeit oft. Als sie in einem Teich schwimmen gehen und Sieger und Marc am Abend zurückbleiben, kommt es zu einem Kuss zwischen den zwei Jungen. Im Anschluss daran betont Sieger verwirrt, nicht schwul zu sein. Das Verhältnis zwischen den zwei Freunden und Teamkollegen wird in der Folge kompliziert.
Stef hat inzwischen eine Beziehung mit Kim begonnen, deren Freundin Jessica sich wiederum sehr für Sieger interessiert. Eddy hat sich ohne Wissen seines Vaters ein Motorrad gekauft und veranstaltet heimlich mit seinen Freunden Motocross-Rennen im Wald. Dort halten sich nun auch Stef und Sieger oft auf. Marc indessen macht keinen Hehl aus seinen tiefer gehenden Gefühlen für Sieger und dieser nähert sich ihm während eines Trainingscamps auch wieder an. Doch als eines Tages Jessica Sieger vor Marcs Augen küsst, ist Marc tief verletzt. Die Jungen entfremden sich zunehmend. Dadurch gerät auch die Meisterschaft, bei der Sieger im Staffellauf den Stab von Marc übernehmen soll, in Gefahr.
Sieger hat Schuldgefühle wegen seines Verhaltens gegenüber Marc und muss sich eingestehen, dass er diesen tatsächlich liebt. Als das Team bei der Meisterschaft den Staffellauf gewinnt, kann Sieger Marc endlich zurückgewinnen.

## Hintergrund
Regisseurin Mischa Kamp wollte eine Liebesgeschichte erzählen, wie sie so noch nie im niederländischen Fernsehen zu sehen gewesen war, und entschied sich daher für die Liebe zwischen zwei Jungen. Die Entscheidung, den Film auf der Laufbahn anzusiedeln, hatte Budgetgründe: Da für ein Leichtathletikteam weniger Statisten benötigt wurden als beispielsweise für ein Fußballteam, konnte der Film billiger gedreht werden. Kamp betonte, dass der Film auch speziell für Jüngere gemacht worden sei und daher keine expliziten Handlungen enthalte. Dennoch sei es für die Hauptdarsteller schwierig gewesen, sich auf die intimen Szenen einzulassen, weshalb die Regisseurin sich bemühte, die Jungen außerhalb der Drehzeit einander näherzubringen und ihnen so die Scheu zu nehmen. Außerdem wurden die Kussszenen erst am letzten Tag gedreht.
Jongens wurde zunächst für das niederländische Fernsehen produziert und am 9. Februar 2014 auf dem Kinderkanal NPO Zapp erstausgestrahlt. Nach positiven Reaktionen bei Publikum und Kritikern beschloss der Verleih Cinemien, den Film am 6. Mai nachträglich in vierzehn ausgewählten Kinos zu veröffentlichen. Daraufhin wurden die Rechte auch in die Vereinigten Staaten, ins Vereinigte Königreich, nach Taiwan, Polen, Frankreich und Deutschland (im Verleih der Edition Salzgeber) verkauft. Der Film wurde unter anderem auf dem Seattle International Film Festival, dem Vancouver Queer Film Festival, dem Out-on-Film-Festival Atlanta und dem Frameline Film Festival gezeigt.
Im Rahmen der Gay-Filmnacht im Januar 2015 wurde der Film erstmals als Original mit deutschen Untertiteln in ausgewählten deutschen Kinos gezeigt, die DVD-Veröffentlichung folgte am 3. Februar 2015.

## Rezeption
In de Volkskrant urteilte Kevin Toma im Vorfeld der Erstausstrahlung, Kamp wisse die „innerliche Unruhe“ des Protagonisten „schön zu treffen, ohne dabei zu dick aufzutragen“. Er kritisierte den Film aber als „etwas zu brav“; es sei letztendlich „bei diesen schwer verliebten Teenagern nicht mehr glaubwürdig, dass es bei bloßem Küssen und Händchenhalten bleibt“.
Boyd van Hoeij rezensierte den Film im Hollywood Reporter und kam zum Schluss: „Starke Schauspielleistungen und ein bewundernswert locker-lässiges Drehbuch zeichnen diese Mischung aus Sportfilm und Coming-out-Erzählung aus.“ Er nannte den Film „intim und berührend“, „gutaussehend und gut gespielt“. Zwar bemängelte er, dass der Film „keine besonders überraschenden Wendungen“ zu bieten habe, gestand der Regisseurin aber zu, die Zuschauer mit der „schön dargestellten“ „Geschichte einer ersten Liebe, die komplizierter als die meisten ist“, zu bewegen. Besonders hob er die „unerwartet aus der Vogelperspektive gefilmte“ Kuss-Szene im Teich hervor, die „sowohl ästhetisch wohltuend als auch symbolgeladen“ sei, „da die sich küssenden Teenager von oben gesehen jedem Geschlecht angehören könnten“. Auch lobte er den Soundtrack, der es schaffe, „Siegers aufgewühlten Strudel innerer Gefühlswallungen anzudeuten, ohne je deprimierend oder melancholisch zu werden“.
Monica Meijer urteilte auf Cinemagazine, Jongens sei auf den ersten Blick ein „netter Jugendfilm“, dessen Mittelpunkt „unsichere Pubertierende“ bilden. Aber „das erkennbare Thema der ersten Liebe und dessen glaubwürdige Ausarbeitung“ mache den Film auch für Erwachsene zu „einer angenehmen Zeitverwendung“. Die Gefühle der Hauptfiguren seien „absolut aufrichtig“, die Kameraführung „bildschön und erfinderisch“. Die Regisseurin gebe dem Publikum „genügend Anhaltspunkte, um die eigene Fantasie in Gang zu setzen“. Meijer vergab vier von fünf möglichen Sternen.
Chris Keech rezensierte den Film für das Frameline Film Festival und erklärte, die Regisseurin schaffe es, „all jene feinen Nuancen einzufangen, die erste Begegnungen mit physischer Anziehung und Begehren“ bestimmten, und der Film werde „in ihren fähigen Händen zu einer universellen Geschichte über die unschuldige Verwunderung, Aufgeregtheit, Furcht und Unsicherheit einer ersten Liebe“. Jongens sei „darin erfrischend, dass der Großteil der Spannung aus Siegers innerem Kampf hervorgeht, nicht aus irgendeiner missbilligenden Stimme in seinem Umfeld“.

## Auszeichnungen
Auf dem Zlín-Jugendfilmfestival in Tschechien konnte der Film 2014 gleich vier Preise erlangen:
- Hauptpreis der Internationalen Jugendjury für den besten Spielfilm für Jugendliche
- Preis der Ökumenischen Jury
- Publikumspreis „Goldener Apfel“ für den besten Spielfilm
- Miloš Macourek Award für die beste jugendliche Schauspielleistung in einem Jugendfilm an Gijs Blom

Beim Internationalen Kinderfilmfestival „Lucas“ in Frankfurt am Main erhielt der Film im Herbst 2014 den Sir-Peter-Ustinov-Jugendfilmpreis, der von einer Jury 14- bis 16-jähriger Schüler vergeben wurde.